# Australocytheridea vandenboldi
Australocytheridea vandenboldi is een mosselkreeftjessoort uit de familie van de Australocytherideidae. De wetenschappelijke naam van de soort is voor het eerst geldig gepubliceerd in 1967 door McKenzie.